# Formolevu exotiva
Formolevu exotiva är en insektsart som beskrevs av Yang 1993. Formolevu exotiva ingår i släktet Formolevu och familjen Derbidae. Inga underarter finns listade i Catalogue of Life.